# Mitthyridium subflavum
Mitthyridium subflavum là một loài rêu trong họ Calymperaceae. Loài này được Renauld & Cardot H. Rob. mô tả khoa học đầu tiên năm 1975.